# Mirovice (stacja kolejowa)
Mirovice – stacja kolejowa w miejscowości Mirovice, w kraju południowoczeskim, w Czechach. Położona jest na wysokości 440 m n.p.m.
Na stacji nie ma możliwości zakupu biletu, a obsługa podróżnych odbywa się w pociągu. 

## Linie kolejowe
- 200 Zdice - Protivín